# Pelexia callifera
Pelexia callifera är en orkidéart som först beskrevs av Charles Schweinfurth, och fick sitt nu gällande namn av Leslie Andrew Garay. Pelexia callifera ingår i släktet Pelexia och familjen orkidéer. Inga underarter finns listade i Catalogue of Life.